# Kōsei Akaishi
Kosei Akaishi, född den 26 februari 1965 i Aomori, Japan, är en japansk brottare som tog OS-silver i fjäderviktsbrottning i fristilsklassen 1984 i Los Angeles och åtta år senare OS-brons i lättviktsbrottning i fristilsklassen i Barcelona.